# Polygonum alopecuroides
Polygonum alopecuroides là một loài thực vật có hoa trong họ Rau răm. Loài này được Turcz. ex Besser miêu tả khoa học đầu tiên năm 1834.